# A villeneuve-la-garenne-i híd (Sisley-kép)
A villeneuve-la-garenne-i híd (Le Pont de Villeneuve-la-Garenne) Alfred Sisley 1872-es festménye, amely a New York-i Metropolitan Művészeti Múzeum gyűjteményének része.
A kőből rakott pilléreken nyugvó öntöttvas függőhídat 1844-ben építették, hogy összekösse Villeneuve-la-Garenne községet Párizs elővárosával, Saint-Denis-vel a Szajna felett. A korszerű híd a modernitás emblematikus alkotása volt Sisley számára, aki az 1870-es és a korai 1880-as években több képet festett róla.
Villeneuve-la-Garenne-ról csak Sisley festett képet, a többi impresszionista nem. Elképzelhető, hogy a művész abban az időben fedezte fel magának, amikor Claude Monet-val együtt festett Argenteuil-ben az év elején.
Alfred Sisley kompozíciójának bal szélét foglalja el a híd, a nézőpont – a párizsi oldal felől – a part magassága. A túlsó parton a település főutcája merőlegesen fut a folyóra, csak első házai látszanak. A festő kirándulókkal, csónakázókkal tette élettel telivé alkotását. A napfény tünékeny hatását a víz felszínén széles ecsetvonásokkal felvitt ragyogó színek teremtik meg.
A festményt Paul Durand-Ruel 1872. augusztus 24-én vásárolta meg az alkotótól 200 frankért, majd 1873. április 15-én 360 frankért adta tovább a párizsi Jean-Baptiste Faure operaénekesnek. Tőle fia, Louis Maurice Faure örökölte 1914-ben, akitől egy év múlva feleségéhez, Louis Maurice Fauréhez került. 1919. február 1-jén ismét Durand-Ruel vásárolta meg, aki a párizsi Alfred Bergaud-nak adta el, majd Fernand Bouisson tulajdonában volt. Ezután az Amerikai Egyesült Államokba került a kép, Henry Ittlesonhoz és feleségéhez. Jelenleg a Metropolitanban látható.